# Касациони суд
Касациони суд (фр. cour de cassation) назив је за највиши суд у неким земљама.
Главни задатак касационог суда је да пази на правилну примјену закона. Најчешће је трећестепена судска инстанца и рјешава жалбе на правоснажне пресуде нижих судова. Оно што га издваја од врховних судова јесте да он „не суди о дјелу него о праву“ односно није „судећи суд“.
Касациони суд може само да укине пресуду или да одбије ванредни правни лијек који му се изјављује. Он испитује да ли је нижестепени суд при доношењу пресуде поступао у складу са законом, али не упушта се у испитивање чињеница.